# Hempel
Hempel er et dansk firma, der fremstiller forskellige typer maling:
- Husmaling (indendørs og udendørs)
- Industrimaling (fx broer, boreplatforme, industrikøretøjer)
- Skibsmaling (industri og lystbåde)
- Containermaling

Hempels hovedkontor ligger i Lundtofte ved Lyngby i Hovedstadsområdet. Virksomheden beskæftiger i alt mere end 5.500 mennesker i mere end 80 lande og har flere fabrikker og forskningscentre placeret rundt i verden.
Hempel er ejet af Hempel Fonden, hvis primære formål er at sikre og underbygge det økonomiske grundlag for Hempel A/S.
Hempel har vundet flere priser for sin maling, bl.a. for Hempaguard og Hempadur Avantguard.[kilde mangler] Hempel ejer desuden en række brands, bl.a. Crown Paints, Versiline og Neoguard.[kilde mangler]

## Historie
I juli 1915 grundlagde Jørgen Christian Hempel (4. juli 1894- 30. januar 1986) virksomheden J.C. Hempels Skibsfarve-Fabrik A/S, der senere blev til Hempel A/S. Den første ordre kom fra en færgereder i København. J.C. Hempel leverede ordren selv – på cykel med malerbøtterne hængende på styret.
Som 21-årig var J.C. Hempel landets yngste autoriserede grossist, og året efter etablerede han sin fabrik, hvor han producerede færdigblandet maling.
I 1917 etablerede J.C. Hempel et samarbejde med DTU for at udvikle Hempels første bundmaling, der forhindrer begroninger på skibes skrog.
1917 var også året, hvor J.C. Hempel mødtes med A. P. Møller og aftalte, at Hempel skulle levere den senere så karakteristiske Maersk-blå maling.
I 1926 havde virksomheden 60 medarbejdere i Danmark, og tre år senere havde Hempel kontorer i Danmark, Sverige, Norge, Spanien og Belgien.
I 1948 grundlagde J.C. Hempel Hempel Fonden, der blev eneejer af alle aktierne i Hempel A/S.
I løbet af 1950’erne og 1960’erne voksede Hempel endnu mere i udlandet. Den første fabrik i USA blev grundlagt i 1951 og kontoret i Hong Kong åbnede i 1963. I 1960’erne begyndte Hempel også at producere husmaling til Mellemøsten, og den første fabrik i regionen blev indviet i Kuwait i 1966.
I forbindelse med Hempels 50-års jubilæum grundlagde J.C. Hempel Hempels Glasmuseum, som stadig kan besøges i Nykøbing Sjælland.
I 1970’erne ønskede Hempel at entrere markedet for maling til industrier som infrastruktur og kraftværker, og virksomheden begyndte derfor at udvikle og producere industrimaling (protective-segmentet).
Hempel var en af de første malingproducenter, der begyndte at fokusere på vedvarende energi, og virksomheden leverede maling til den første kommercielle vindmøllepark i 1980.
I 1986 afgik J.C. Hempel ved døden i en alder af 91 år efter at have stået i spidsen for virksomheden i 71 år.
I 2000 var Hempel blevet en vidtrækkende koncern med lokale ledelser i 38 lande. Men i løbet af 00’erne forstærkede Hempel forretningen ved at opkøbe sine partnere i Kroatien, Kina, Marokko og i Mellemøsten.
I 2015 fejrede Hempel sit 100-års jubilæum i Operaen i København den 4. juli (som også var J.C. Hempels fødselsdag).
I løbet af året blev Hempels jubilæum desuden fejret lokalt på Hempels kontorer verden over.
På dette tidspunkt, i 2015, har Hempel 27 fabrikker, 11 forskningscentre og 150 lagre verden over.

## Opkøb
De største opkøb siden 2000 er:
- Crown Paints, en af de største malingproducenter i Storbritannien (2011)
- Blome International Inc., specialist inden for industrimaling med base i USA (2012)
- Schaepman, en Hollandsk leverandør med speciale i industri- og husmaling (2014)
- Jones Blair Company, en af USA’s ledende leverandører af industrimaling.
- Wattyl, en af de største producenter af dekorativ maling i Australien (2021)
- Farrow & Ball, en premium producent af dekorativ maling i Storbritannien (2021)

## Bestikkelsessager 2016
I forbindelse med årsregnskabet for 2016 oplyste selskabet, at det har hensat 300 mio. kr. til dækning af omkostninger (bøder og evt. erstatninger) ved sager om bestikkelse i Tyskland og Asien. Angiveligt skulle nogle rabatter, Hempel har ydet, være havnet hos ship managers i stedet for hos kunderne. 10 – heraf syv i Tyskland - ledende medarbejdere er blevet afskediget.

## Bestikkelsessager 2019
Hempel fik i marts 2019 en bøde på 220 millioner kroner for bestikkelse, efter at selskabet i 2017 meldte sig selv. Det er bagmandspolitiets hidtil hårdeste sanktion nogensinde.
Hempels administrerende direktør, Henrik Andersen, fortæller, at Hempel har ryddet op efter bestikkelsessagen.

## Hovedkontoret
I 2013 flyttede Hempel ind i nye lokaler på Lundtoftegårdsvej ved Lyngby nord for København. Bygningen er designet af Årstiderne Arkitekter og er bygget ved siden af Hempels centrale forskningscenter. Hempels gamle kontorbygninger blev solgt til DTU.